# Chen Guangcheng
Chen Guangcheng (en xinès: 陳光誠 / 陈光诚, Chén Guāngchéng; Dongshigu, 12 de novembre de 1971) és un activista dels drets de l'home i un dels dissidents més famosos de la Xina. Aquest advocat autodidacta cec, que es coneix popularment com "l'advocat descalç", s'ha fet influent arran de la seva lluita contra l'esterilització forçosa o els avortaments obligatoris de les dones xineses a conseqüència de la política de planificació familiar de l'estat xinès. Un altre activista, Teng Biao, advocat xinès ha estat portaveu de Guangcheng. Actualment és professor visitant a l'escola de lleis de la Universidad de Nova York